# Crucitragus crucifer
Crucitragus crucifer – gatunek chrząszcza z rodziny kózkowatych i podrodziny zgrzypikowych. Jedyny przedstawiciel rodzaju Crucitragus.

## Zasięg występowania
Afryka Wschodnia, Występuje w Kenii i Somalii.